# 김영중 (교수)
김영중(金榮中, Young Choong Kim, 1946년 ~ )는 대한민국의 생약학자, 서울대학교 명예교수다.

## 학력
- 1968  서울대학교 약학대학
- 1970  미국 인디애나 대학교 대학원 석사(생화학)
- 1976  미국 일리노이 대학교 대학원 박사(영양학)

## 주요경력
- 1978~2011 서울대학교 약학대학 교수
- 1989~2011  서울대학교 약대 약초원장
- 2009~2010 대한약학회 회장
- 2004 ~현재 대한민국학술원 회원

## 생애 및 업적
한국의 약용식물 자원의 우수성을 세계적으로 알린 생약학자. 천연물 연구의 새로운 길을 제시한 글로벌 과학자
1968년 서울대학교 약학과를 졸업하고, 미국 인디애나 대학교(Indiana University) 의과대학에서 생화학으로 석사 학위를, 일리노이 대학교(University of Illinois)에서 영양학으로 박사학위를 취득했다. 이후 플로리다 대학교(University of Florida)에서 연구원으로 활동하다 1978년 서울대학교에 부임했으며, 이후 40여 년간 천연물 연구에 집중했다.

### 천연물연구 업적
오늘날 천연물은 합성의약품의 한계와 부작용을 극복할 대안으로 주목받고 있지만, 그녀가 이 분야의 연구를 시작할 무렵에는 그리 주목받는 분야가 아니었고, 연구 방식도 기존의 화학적 분석을 답보하고 있었다. 이에, 천연물의 활성과 그 작용 규명을 위해 생명공학기술로 세포수준에서 천연물 소재의 생리활성을 검색하는 방법을 확립했다. 이를 통해 비교적 짧은 시간에 미량의 천연물 시료로도 활성 검색이 가능해졌고, 동물실험에 비해 재현성과 일관성을 확보하기가 용이해졌다. 이러한 활성 검색법의 확립은 천연물의 화학적 분석의 효율성을 증가시키고 활성을 생물학적, 화학적 수준에서 증명하는 것으로 이어졌다. 그리고 이 검색법을 활용해 국내 토종 식물로부터 퇴행성 뇌신경계 질병의 치료제나 간 질환의 치료제로 개발할 수 있는 다양한 후보물질을 분리하여 그 화학적 구조와 작용기전을 규명할 수 있었다.
이 연구는 국제적으로 인정받아 1998년에는 국립보건원 (미국)으로부터 “동양의약으로부터 신경세포 보호 물질의 도출”(Neuroprotective compounds from Oriental Medicine)이라는 주제로 5년간 200만 달러의 연구비를 지원받았다. 이를 통해 국내외 천연물 관련 분야의 연구 기반을 확립할 수 있었고, 2000년에 국가주도 천연물 신약개발 연구프로젝트를 조성하는 데 기여했다. 또한 그녀는 천연물 연구의 출발점이라 할 수 있는 '천연물 추출물 은행' 및 '천연화합물 라이브러리'를 구축하고 많은 연구자들이 이를 공유할 수 있는 시스템을 만들었고 그 활용성을 높이고자 노력했다.

### 한국 자생 및 희귀 천연물 자원 보전
한국에서 생겨나는 희귀 천연물의 보전과 지속 가능한 연구개발 시스템을 구축하기 위해 경기도 일산, 시흥, 파주 일대에 8만 5천여 평에 이르는 국내 천연물 약초원 및 수목원을 조성하는 데 주도적 역할을 했다. 이 약초원과 수목원은 기후변화 및 산업환경 변화로 인하여 멸실 위기에 처한 국내 약용식물을 보존하고 이의 활용성을 높이기 위한 교육과 연구기관으로서의 기능뿐만이 아니라 천연물유래 신약개발 소재를 탐색하기 위한 핵심 기반시설로 자리매김 하고 있다. 이를 토대로 논문 250여 편을 발표하고, 특허 30건 등록 및 2건 기술이전을 통해 국내 천연물 연구를 선도하고 그 산업화에도 기여했다.
이와 함께 보건산업진흥원 이사, 대한민국 보건복지부 중앙약사심의 위원 및 천연물 신약 연구개발 정책심의 위원 등으로 활동했으며, 또한 후학 양성에도 힘써 21명의 박사와 55명의 석사를 배출하여 국내 천연물 연구 및 신약개발 연구가 도약 발전할 수 있는 토대를 마련했다. 이러한 성과를 인정받아 대한약학회 회장, 한국생약학회 회장 및 한국과학기술단체총연합회 부회장을 역임했고, 현재 대한민국학술원 회원과 한국과학기술한림원 종신회원으로 활동하고 있다.
특히, 최초의 여성 서울대 약대 교수이자 여성 대한약학회장으로 여성과학자 지원 활동에 앞장서 활약함으로써 한국과학재단의 올해의 여성과학기술자본상을 비롯해 제1회 아모레퍼시픽 여성과학자상 과학대상 여성대상을 수상하 별릿상007년에는 한영여성과학자 글로벌 리더로 선정되었다.
이에 2019년 과학기술유공자 생명분야에 지정되었다.

## 포상
- 2001 대한약학회 학술본상
- 2002 올해의 여성과학기술자
- 2003 비추미여성대상 별리상[2]
- 2003 한국 로레알-유네스코 여성과학자상
- 2006 아모레퍼시픽 여성과학자상 과학대상
- 2007 한영 여성과학자 글로벌 리더
- 2011 옥조근정훈장

## 참고자료
대한민국 과학기술정보통신부 홈페이지  보관됨 2020-09-27 - 웨이백 머신